# Club sandwich
Pour les articles homonymes, voir club.
Ne doit pas être confondu avec le dagobert, un sandwich belge appelé aussi « club ».

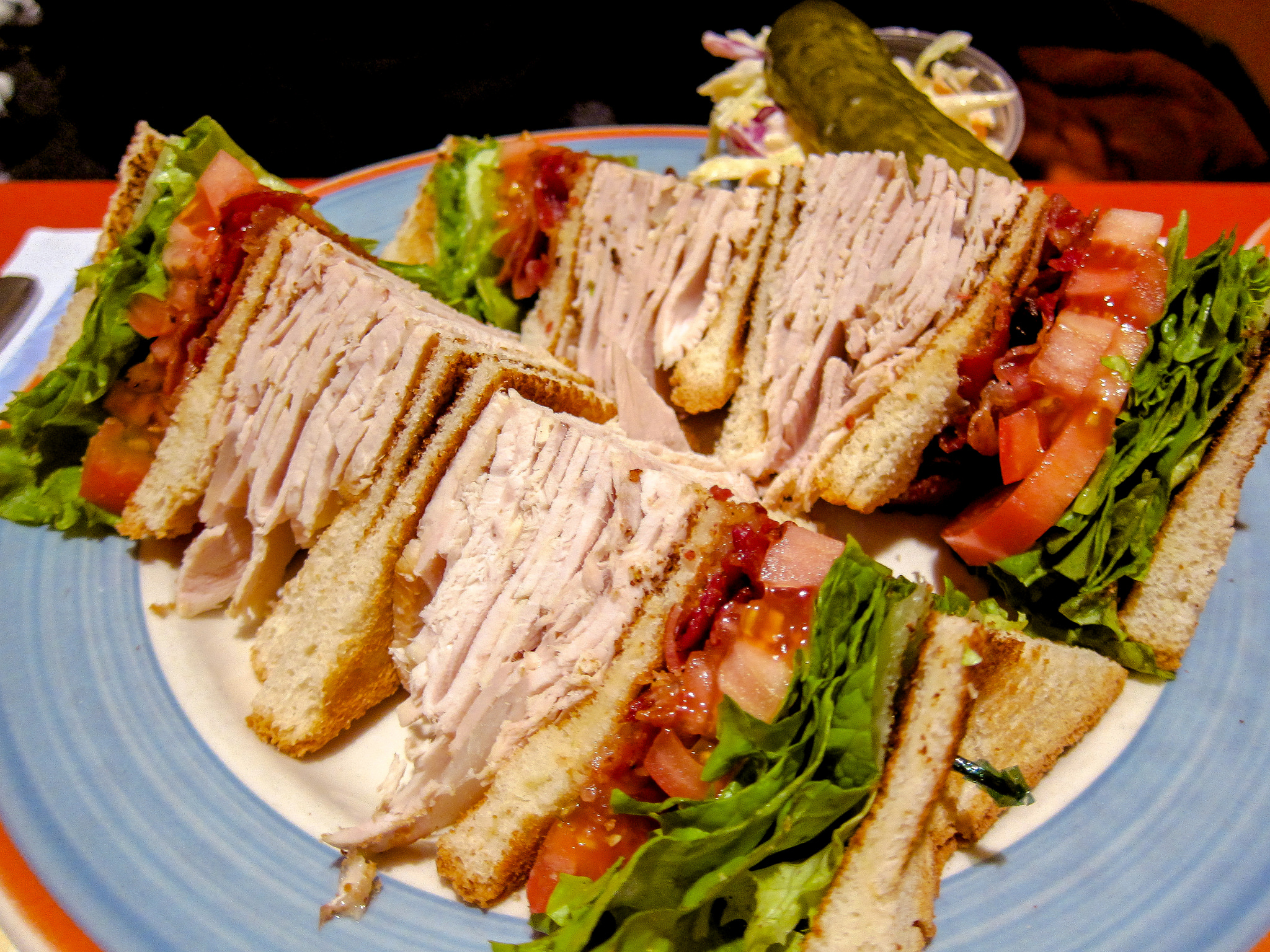
Exemple de club sandwich.

Le club sandwich est un sandwich d'origine américaine, composé de deux étages de garniture séparés par des tranches de pain souvent toastées. Il est normalement coupé en quartiers, qui sont disposés à la verticale, la pointe vers le haut, et retenus par des cure-dents.

## Histoire
Il existe plusieurs histoires sur l'origine du sandwich,. La plus souvent citée étant celle du club de paris sportifs huppé, le Saratoga Club-House de Saratoga Springs, New York en 1894 mais on trouve des mentions antérieures.
La première apparition écrite connue est dans le journal new-yorkais The Evening World. Extra edition, 2 O'Clock du 18 novembre 1889 et indique la recette suivante : « Have you tried a Union Club sandwich yet? Two toasted slices of Graham bread, with a layer of turkey or chicken and ham between them, served warm. »

## Recette
Les ingrédients du club sandwich varient selon les origines et dans le temps. L'élément le plus important demeure la présence des trois tranches de pain.
Tout comme dans un sandwich BLT, les éléments de base sont la laitue émincée, la tomate tranchée et des tranches de bacon grillé avec une garniture de mayonnaise et de filet de poulet ou de dinde, le tout empilé entre deux ou plus souvent trois tranches de pain de mie, généralement grillées,.
Ce sandwich est souvent servi accompagné de mayonnaise et de frites.

## Variantes
Au Québec, la version commune du club sandwich contient laitue, tomates, bacon, poulet (ou dinde) et de la mayonnaise. On peut également y retrouver des tranches de fromage à pâte dure, principalement du cheddar ou du fromage suisse. Dans le Bas-Saint-Laurent, il est aussi préparé avec de la chair de homard.
Par contre en Belgique, le club - aussi appelé « dagobert » en Wallonie namuroise et « smos » en Flandre - désigne un sandwich baguette composé de mayonnaise, œuf dur, salade, tomates, tranches de jambon et de tranches de gouda. Il est le sandwich populaire par excellence en Belgique, avec le sandwich de thon piquant.

## Source
- (en) Cet article est partiellement ou en totalité issu de l’article de Wikipédia en anglais intitulé « Club sandwich » (voir la liste des auteurs).